# Правила святых апостолов
Пра́вила святы́х апо́столов (греч. Οἱ κανόνες τῶν Ἁγίων Ἀποστόλων) — сборник церковных канонов (правил). Содержит постановления, касающиеся управления и дисциплины в Церкви. Исследователями обычно датируется 380 годом и считается, что он создан в Сирии.
Правила святых апостолов — это 47-я глава 8-й книги Апостольских постановлений, из этой книги Правила святых апостолов и были, предположительно, выделены.
Хотя авторство правил в письменном виде не принадлежит апостолам, Православная церковь признаёт за ними апостольский авторитет до настоящего времени. Правила Шестого и Седьмого Вселенских соборов отмечают, что эти правила переданы от апостолов. Правила святых апостолов входят в канонический корпус Православной Церкви, однако в других исторических церквях в настоящее время Правила не имеют канонического статуса. Так согласно Католической энциклопедии 1913 года, претензии Правил святых апостолов на подлинное апостольское происхождение признаны ложными и несостоятельны.

## Происхождение
Современными западными исследователями это сочинение обычно датируется приблизительно 380 годом и считается, что оно создано в Сирии. Первое упоминание со ссылкой на авторитет «Правил святых апостолов» — в постановлении Константинопольского собора 394 года. По мнению доктора юридических наук, исследователя в области Византийского права Андреаса Шминка, автора статьи в Оксфордском словаре Византии, источниками для создания «Правил святых апостолов» стали каноны Гангрского собора 340 года, Антиохийского собора 341 года, Лаодикийского собора 360 года. С другой стороны, православный канонист Никодим Милаш сделал вывод, что упомянутые Поместные соборы заимствовали свои канонические постановления из сборника Апостольских правил, которые были составлены и собраны в один сборник в конце III века — начале IV века неизвестным благочестивым человеком, который назвал эти правила «Апостольскими», желая показать этим истинное их происхождение. Член-корреспондент Императорской Санкт-Петербургской Академии наук, православный историк канонического права профессор А. С. Павлов считал, что «Правила святых апостолов» составлены во второй половине IV века антиохийским клириком, и созданы позднее Апостольских постановлений, последние служили источником для первых; другим источником для написания «Правил святых апостолов», пишет он же, были правила Антиохийского собора 341 года.
В 85 правиле написано, что правила написаны епископом Климентом. Он не обязательно написал все Апостольские постановления. Сочинение рано было переведено на сирийский, арабский и эфиопский языки, около 500 года на латинский язык (только первые 50 правил).
Согласно мнению Н. Ф. Маркова, автора статьи в Православной богословской энциклопедии, Правила называются Апостольскими потому, что «содержание их составляет приложение к практике начал апостольского предания, на котором они зиждутся, как на своём основании».

## История

### На Востоке
Патриарх Константинопольский Иоанн III Схоластик в период между 540 и 557 годами включил 85 правил в канонический сборник в 50 титулах.
2-е Правило Трулльского собора в 691 году провозгласило авторитетность восьмидесяти пяти апостольских правил:
чтобы отныне… тверды и нерушимы пребывали принятый и утвержденный жившими прежде нас святыми и блаженными отцами, а также и нам переданный именем святых и славных Апостолов восемьдесят пять правил.
О самих «Апостольских постановлениях», которые содержат Правила святых Апостолов, Трулльский собор отозвался негативно и отверг их, как повреждённые еретиками; по его мнению, в них внесено очень рано иномыслящими (греч. ύπό τών έτεροδόξων), в ущерб церкви, нечто подложное и неблагочестивое, «помрачившее благолепную красоту божественного учения».
В своём 1 правиле Второй Никейский собор в 787 году отозвался о «Правилах святых апостолов» следующим образом:
Понеже сие верно, и засвидетельствовано нам: то, радуяся о сем, подобно как обрел бы кто корысть многу, божественные правила со услаждением приемлем, и всецелое и непоколебимое содержим постановление сих правил, изложенных от всехвальных апостол, святых труб Духа, и от шести святых Вселенских соборов, и поместно собиравшихся для издания таковых заповедей, и от святых отец наших. Ибо все они, от единаго и тогожде Духа быв просвещены, полезное узаконили. И кого они предают анафеме, тех и мы анафематствуем: а кого извержению, тех и мы извергаем, и кого отлучению, тех и мы отлучаем: кого же подвергают епитимий, тех и мы такожде подвергаем.
«Правила святых апостолов» поместил в своем сборнике и автор «Номоканона в 14 титулов» (IX век), хотя и с замечанием, что «так называемые (οἱ λεγόμεοι) апостольские правила некоторые по некоторым причинам считают сомнительными».

### На Западе

#### До Реформации
Около 500 года Дионисий Малый перевел «Правила святых апостолов» на латинский язык, используя список, содержащий 50 правил. В предисловии к переводу Дионисий написал о том, что правила не были общепризнанными и считались не апостольскими, а апокрифическими. Апокрифом названы «Правила святых апостолов» и в Decretum Gelasianum. Римский папа Гормизд в начале VI века признал «Правила святых апостолов» апокрифическими. Григорий Турский в третьей четверти VI века писал о том, что в большей части западных церквей «Правила святых апостолов» или были неизвестны, или же были совершенно отвергаемы. Например, «Правила святых апостолов» не включили в свои канонические сборники во второй половине VI века: Фульгенций Ферранд — в «Breviato canonum», Мартин Брагский — в «Collectio canonum orientalium».
Канонический сборник Дионисия, включавший в себя 50 Апостольских правил, позднее вошел на Западе в употребление. В Италии это произошло раньше, чем в империи Каролингов.
На Латеранском соборе в 769 году Римской церковью было определено: «апостольских правил, преданных чрез Климента, не более нужно принимать, как только пятьдесят, которые и принимает святая католическая церковь Божия в Риме». В 840 году папа римский Лев IV в послании к британским епископам писал: «Правила, которыми мы пользуемся в своих определениях церковных, суть правила, известные под именем апостольских».
В империи Кароллингов апостольское происхождение отвергал Гинкмар, архиепископ Реймский во второй половине IX века, в 870 году, они ещё не были внесены в кодекс Галликанской церкви.
Декрет Грациана, изданный в 1151 году и получивший фактическое признание Папского престола в 1170—1180 годах, определил канонический авторитет 50 Апостольских правил.
По мнению Цыпина, Католическая Церковь отвергала авторитет последних 35 правил также потому, что в некоторых из них содержатся нормы, не согласующиеся с обычаями Западной Церкви.

#### После Реформации
Вопрос о авторстве и времени написания «Правил святых апостолов» был поднят во время Реформации. Апологетом подлинности «Правил святых апостолов» был испанский иезуит Франциск Турриан (лат. Franciscus Turrianus), написавший в конце XVI века сочинение «Canonum apostolorum et decretalium epistolarum pontificum apostolicorum defensio…», в котором доказывал, что «Правила святых апостолов» имеют действительно апостольское происхождение, так как они составлены были самими апостолами на Иерусалимском соборе, около 49 года, и были переданы чрез Климента. Католический епископ Орлеанский Габриэль де л’Обеспин не признавал в них апостольского происхождения и считал, что «Правила святых апостолов» это сокращение церковных правил и положений, и они составлены гораздо ранее Никейского собора 325 года или частными соборами, или некоторыми епископами. Кальвинистский пастор и богослов Жан Дайе (лат. Joannes Dallaeus), считавший «Правила святых апостолов» псевдоэпиграфом и апокрифом, доказывал, что прежде Никейского собора и вообще в IV веке правила не были известны, а были собраны в V веке анонимным автором (неизвестным обманщиком). Англиканский епископ Уильям Беверидж, опровергая доводы Дайе, доказывал, что «Правила святых апостолов» хотя не были сочинены Климентом Римским, но составлены из древних правил, изданных соборами II и III века. Он считал, что над собранием апостольских правил и постановлений трудился Климент Александрийский и подтверждал свое мнение свидетельством церковного историка Евсевия, который говорит о Клименте Александрийском, что он составил книгу церковных правил под именем канона и собрал в ней неписаные предания апостолов и их первых преемников. Опровержения Бевериджа против Дайе повторяли почти все последующие ученые только с небольшими изменениями до XIX века.
Католический профессор богословия Иоганн Себастьян фон Дрей в середине XIX века аргументировано опровергал взгляды Бевериджа и пришёл к следующим выводам: «1) В древнейшей церкви не существовало никакого особенного кодекса правил. 2) Многие из так называемых апостольских правил по своему содержанию действительно весьма древние и даже совпадают со временами апостольскими, но повод к изданию их был гораздо позже, и только малая часть, заимствованная из Апостольских постановлений, могла принадлежать к доникейскому времени. Другие же из них появились в IV и V веках и были не что иное, как только повторение и изменение того, что постановил Антиохийский собор, бывший в 341 году. Некоторые же (например, 29, 81, 83 правила) были ещё позднее Халкидонского собора 451 года, который мог даже служить для них источником. 3) Из таких источников правил составились два собрания, из которых одно, в числе 50 правил, появилось в половине V века, а другое, содержавшее в себе 35 последних, в начале VI века».
Профессор Павлов А. С. считает Правила святых апостолов апокрифическим сборником канонического содержания. При этом, по его мнению, нет сомнений в том, что значительная часть Правил содержит нормы, используемые с апостольских времен.

## Содержание
- О хиротонии: епископа двумя или тремя епископами (1), а диакона или священника одним епископом (2).
- Об извержении из сана: за посторонние вещи на алтаре (3), за изгнание жены (5), мирские попечения (6), отказ от причастия без причины (8), за молитвы с еретиками (11, 45), блудодеяние, воровство и клятвопреступление (25), применение физического насилия (27, 66), за получение епископской власти при помощи мирских властей (30), за рукоположения епископом вне епархии (35), пьянство и азартные игры (42), за не троекратное погружательное крещение, но однократное (50), за отречение от Христа (62), за пощение и празднование с иудеями (70), за упражнение в воинском деле (83);
- Об отлучении мирян: за ранний уход со службы (9), за молитву с еретиками (10);
- Запрет на служение: двоеженцам (17), отлученным от служения (32), глухим и слепым (78);
- Разрешение служения: кастратам (21), кроме кастрировавших (оскопивших) самих себя (22, 23), и калекам (77), кроме глухих и слепых (78).

## Каноническийстатус
2-е Правило Трулльского Собора ставит Правила на первое место в числе канонических документов и признаёт 85 правил апостольских. Вслед за указанным собором авторитет всех 85 правил признает восточная Православная Церковь. В Православной Церкви правила рассматриваются как часть апостольского Предания, так как точно выражают учение, переданное апостолами своим преемникам, находятся в полном согласии с учением, содержащимся в канонических книгах Священного Писания и соответствуют церковной практике, представленной в сочинениях мужей апостольских и их ближайших преемников.
Католическая Церковь признавала канонический авторитет только первых 50 правил, отвергая 35 последних правил. После издания «Кодекса канонического права 1917 года», который заменил собою все прочие собрания канонических документов и упорядочил каноническое право, Правила святых апостолов не имеют канонического статуса в Католической церкви.
2-е Правило Трулльского Собора также вносит поправку в 85-е Правило Апостольское, которое определяет перечень книг Священного Писания и книг канонических.
В XII веке Алексей Аристин, Иоанн Зонара, Феодор Вальсамон написали толкования (комментария) «Правил святых апостолов». В XIX веке толкования «Правил святых апостолов» написали Никодим Святогорец и Никодим (Милаш).